# Acanthanura dendyi
Genre
Espèce
Synonymes
- Anoura dendyi Lubbock, 1899

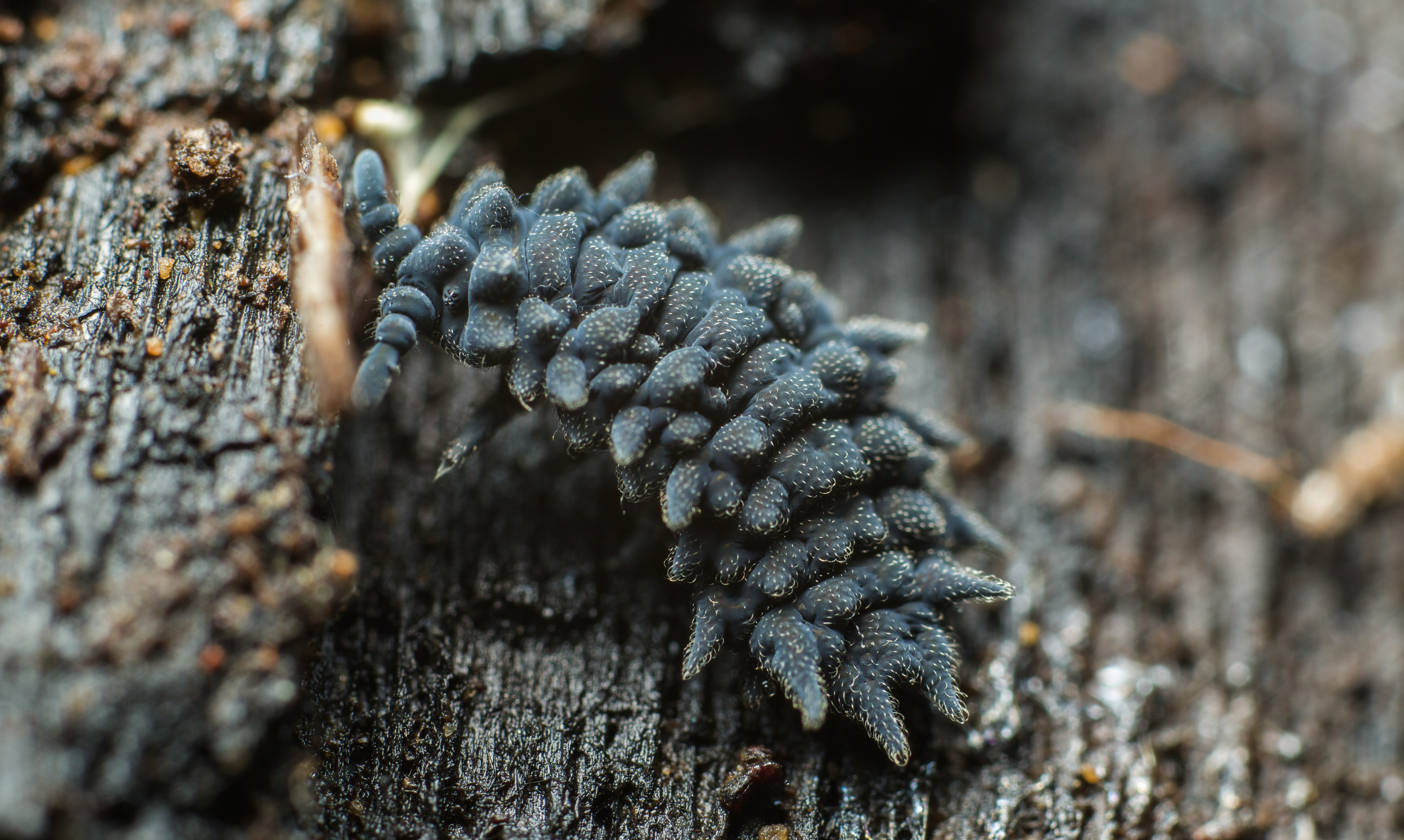
Acanthanura dendyi

Acanthanura dendyi, unique représentant du genre Acanthanura, est une espèce de collemboles de la famille des Neanuridae.

## Distribution
Cette espèce se rencontre en Australie et en Nouvelle-Zélande.

## Publications originales
- Lubbock, 1899 : On some Australian Collembola. Journal of the Linnean Society, Zoology, vol. 27, p. 334-338 (texte intégral).
- Börner, 1906 : Das System der Collembolen nebst Beschreibung neuer Collembolen des Hamburger Naturhistorischen Museums. Jahrbuch der Hamburgischen Wissenschaftlichen Anstalten, vol. 23, no 2, p. 147-186 (texte intégral).